# Hypodematium crenatum
Hypodematium crenatum là một loài thực vật có mạch trong họ Woodsiaceae. Loài này được (Forssk.) Kuhn miêu tả khoa học đầu tiên năm 1879.